# Landsdelsflag
Et landsdelsflag er et lokalt flag, et egnsflag, et regionalflag, der anvendes i et afgrænset område, der ellers er del af en nation med et fælles nationalflag.
Formålet er at markere egnens egenart og selvbevidsthed og følelsen af at stå sammen som en gruppe inden for helheden; at blive lagt mærke til.
De kendteste landsdelsflag i Danmark er det bornholmske, det vendsysselske og det ærøske.
De tidligere danske skånelande fik deres landsdelsflag, Skånelands flag, som adskiller sig fra Dannebrog ved, at korset er gult.
Nordfrisland (vestdelen af Sydslesvig) har også landsdelsflag, men flere forskellige. Et af dem er et gult korsflag med rødt kors og indeni dette et blåt kors.
Sydslesvig har flere bud på landsdelsflag. Det kendteste er dog de to slesvigske løver på gul baggrund fra efterkrigstiden, hvor de engelske besættelsesmyndigheder ikke tillod brugen af Dannebrog.
Nordslesvig, der i en periode var sammenfaldende med Sønderjyllands Amt, har et flag, der bruges af det tyske mindretal, men også andre forslag er blevet stillet uden at være gennemført. De to slesvigske løver er fælles for hele Slesvig, nord og syd.
| Flag | Dato           | Brug                                      | Beskrivelse |
| ---- | -------------- | ----------------------------------------- | --- |
|      | 1970'erne—nu   | Uofficielle flag for Bornholm             | Et 'nordisk korsflag' i rød og grøn. Også kendt i version med hvid, i stil med det norske flag. |
|      | 1633—nu        | Uofficielt flag for Ærø                   | Et 'Tricolour' i gul, grøn og rød. Meget lig Litauens flag. Normalt fortolkes farverne som repræsenterende de danske konger (rød), hertugerne af Slesvig (gul) og øen selv (grøn)                                                              |
|      | 1976—nu        | Uofficielt flag for Vendsyssel            | Et 'nordisk korsflag' i blå, orange og grøn. Designet af Mogens Bohøj. |
|      | 1975—nu        | Uofficielle flag for Jylland              | Et 'nordisk korsflag' i blå, grøn og rød (brun). Designet af Per Kramer i 1975 Et 'nordisk korsflag' i rødt og hvidt. |
|      | 2010'erne — nu | Uofficielle flag for Fyn                  | Den grønne farve symboliserer, at øen gennem århundrede er blevet omtalt som Danmarks grønne frodige spisekammer. Den blå farve symboliserer, at det er en ø omgivet at havet. Den røde/hvide farve symboliserer tilhørsforholdet til Danmark. |
|      | 1920—nu        | Det tyske mindretal i Nordslesvig         | |
|      | 1950—nu        | Sydslesvigflag fra 1950                   | |
|      | 1800—nu        | De tidligere danske skånelande            | |
|      | Ukendt         | Lollands landsdelsflag; ophavsmand ukendt | |